# 水田洋
水田 洋（みずた ひろし、1919年9月3日 - 2023年2月3日）は、日本の経済学者、社会思想史学者、市民運動家。名古屋大学名誉教授。1998年日本学士院会員。日本における社会思想史研究の代表的人物で、特にアダム・スミス研究では世界的に著名。水田からの寄付金により名古屋大学では「水田賞」を設置し、人文・社会科学（思想史）の若手研究者を表彰している。
宮本憲一（環境経済学、大阪市立大学名誉教授、日本学士院賞）や、安藤隆穂（思想史家、名古屋大学名誉教授、日本学士院賞）、永井義雄（思想史家、名古屋大学名誉教授、元一橋大学教授）、植村邦彦（思想史家、関西大学教授）らは水田ゼミ出身。妻は水田珠枝（フェミニズム思想史研究者、名古屋経済大学名誉教授）。

## 来歴
東京市（現・東京都港区）生まれ。港区立青南小学校卒業。東京府立第一中学校（現・東京都立日比谷高等学校）に進学するも、校風を嫌い、中学4年生で東京商科大学（現・一橋大学）予科に進学、英語は西川正身に習った。1941年12月、同大学を繰り上げ卒業。大学では高島善哉ゼミナールに所属。卒業論文は「生成期国民国家の思想史的研究」。
1942年東亜研究所入所。戦中は大日本帝国陸軍軍属として帝国陸軍南方軍第16軍（ジャワ軍政監部）調査室で、農村事情の調査を行う。戦後、日本降伏交渉の通訳として訪れたスラウェシ島で8ヶ月の捕虜生活を経て、1946年母校東京商科大学に特別研究生として戻る。高島の先輩であり、戦時中の受難によって戦後一橋で圧倒的な影響力があった大塚金之助が指導教官だったが、大塚に嫌われ、一橋大に残れなくなったため、好きな北海道にある北海道大学に就職しようとしたところ、杉本栄一に「田舎者になってしまうぞ」と反対され塩野谷九十九の誘いを受け、1949年、名古屋大学法経学部助教授に就任。
高島、大河内一男、大道安次郎を、日本における本格的なアダム・スミス研究の第1世代としたとき、水田は、内田義彦、小林昇と並んで第2世代を形成した。内田の命名によるところの市民社会青年アカデミズムである。
学風としては、書誌学に注目し、古典の版によるちがいを研究テーマとしてよく取り上げる。『道徳感情論』『国富論』の翻訳はまさしくその延長上にあり、とりわけ前者は、国富論200年を記念にイギリスで刊行されたスミス全集よりも早く、時期的にも世界的に類がない。書誌学的にはスミスの蔵書のリストの作成や、『エディンバラ・レヴュー』の大学内紀要を利用しての復刻といった事業も行っている。名古屋大学図書館の予算と人材を最大限に利用した。この学風は水田ゼミの教え子以外に、佐藤金三郎のマルクス研究や、田中正司のロック研究・スミス研究にも影響を与えた。また浜林正夫にアドバイスを行い、アメリカ研究からイギリス研究に転じさせた。
1960年、学位論文「近代人の形成」で京都大学より論文博士として経済学博士の学位を取得。
市民運動にも積極的に関わった。日本戦没学生記念会（わだつみ会）理事長、市議調査研究費の情報公開を求める名古屋市民の会代表、不戦へのネットワーク代表、愛知の環境と開発を考える市民フォーラム世話人、日の丸・君が代の強制を考える市民ネットワーク共同代表等を務めた。名古屋オリンピック招致反対運動や愛知万博反対運動を体育学者の影山健らとともに行った。県民投票条例案は同年3月23日に開かれた愛知県議会本会議で圧倒的多数で否決された。また「年金生活者」の肩書きで、朝日新聞の「声」欄にたびたび投稿をしている。2020年10月の毎日新聞の記事では101歳でありながら、日本学術会議会員の任命問題についてコメントした。
エドマンド・バーク、アダム・スミス、ジョン・スチュアート・ミル、ホッブズ等多数の翻訳を手がけた。名古屋大学で若手研究者を表彰する水田賞を創設。寄贈された蔵書は名古屋大学附属図書館に水田文庫として収められた。
2022年10月から入院し、病床でも2022年ロシアのウクライナ侵攻を懸念するなどしていたが、2023年2月3日22時30分、老衰のため、名古屋市中区の病院で死去した。103歳没。杉山直名古屋大学総長は「名古屋大学を代表する知の巨人」と悼んだ。

## 職歴
- 1942年 東亜研究所入所
- 1949年12月 名古屋大学法経学部助教授
- 1954年 - 1956年 グラスゴー大学留学
- 1958年 名古屋大学経済学部教授
- 1966年10月から1968年10月 名古屋大学経済学部長
- 1974年から1976年まで 経済学史学会代表幹事
- 1976年 社会思想史学会代表幹事（初代）[15]
- 1983年 名古屋大学定年退職、名古屋大学名誉教授
- 1983年から1994年まで 名城大学商学部教授

## 受賞・栄典
- 1965年 第1回アダム・スミス賞（国内）
- 1998年 日本学士院会員
- 2001年 18世紀スコットランド研究国際学会 (Eighteenth-Century Scottish Studies Society) 生涯業績賞[1][16]。
- 2002年 名古屋大学高等研究院アカデミー会員[17]

## 社会的活動
- 1960年から1962年及び1969年から1974年まで日本学術会議会員
- 日本尊厳死協会会員

## 主な著書
- 『社会思想小史』中教出版、1951年
- 『近代人の形成--近代社会観成立史』東京大学出版会、1954年
- 『アダム・スミス研究入門』未來社、1954年
- 『社会思想史の旅--イギリス』日本評論新社、1956年
- 『霧の国太陽の国--ヨーロッパ思想の旅』河出書房新社、1963年
- 『現代とマルクス主義』新評論、1966年
- 『マルクス主義入門--この思想の流れを創造した人びと』光文社、1966年／現代教養文庫、1979年
- Adam Smith's library. A supplement to Bonar's Catalogue with a checklist of the whole library, Cambridge University Press, 1967
- 『アダム・スミス研究』未來社、1968年、新版2000年
- 『社会科学のすすめ』講談社現代新書、1969年
- 『社会科学の考え方--人間・知識・社会』講談社現代新書、1975年
- 『社会思想の旅』新評論、1975年
- 『近代思想の展開』新評論、1976年
- 『ある精神の軌跡』東洋経済新報社、1978年／現代教養文庫、1985年
- 『自由主義の夜明け--アダム・スミス伝』国土社、1979年。児童向け
  - 『アダム・スミス--自由主義とは何か』講談社学術文庫、1997年。改訂版
- 『知の周辺』講談社現代新書、1979年
- 『旅と思想のバラード--ヨーロッパの旅から』TBSブリタニカ、1981年
- 『読書術』講談社現代新書、1982年
- 『人のこと 本のこと』ミネルヴァ書房、1984年
- 『十人の経済学者』日本評論社、1984年
- 『思想史の森の小径で』秋山書房、1985年
- 『時流と風土』御茶の水書房、1985年
- 『知の商人--近代ヨーロッパ思想史の周辺』筑摩書房、1985年／講談社学術文庫、2021年
- 『知の風景--続・近代ヨーロッパ思想史の周辺』筑摩書房、1988年
- 『クリティカルに--評論集』御茶の水書房、1994年
- 『思想の国際転位--比較思想史的研究』名古屋大学出版会、2000年
- 『新稿 社会思想小史』ミネルヴァ書房、2006年
- 『アダム・スミス論集 国際的研究状況のなかで』ミネルヴァ書房、2009年

### 主な翻訳
- アダム・スミス『グラスゴウ大学講義』（高島善哉と共訳）日本評論社、1947年
- アダム・スミス『国富論草稿』日本評論社、1948年
- ホッブズ『リヴァイアサン』岩波文庫 全4冊、1954年、改訳版・1992年
- ロナルド・L・ミーク『労働価値論史研究』（宮本義男と共訳）日本評論新社、1957年
- ロナルド・L・ミーク『マルクス経済学の展開』（山田秀雄と共訳）紀伊国屋書店、1958年
- ロナルド・L・ミーク『古典政治経済学と資本主義』（永井義雄と共訳）ミネルヴァ書房、1959年
- フランツ・ボルケナウ『封建的世界像から近代的世界像へ』みすず書房、1959年
- J.S.ミル「自由について」、『イギリスの近代政治思想』河出書房新社、1964年。編者代表
- E.J.ホブズボーム『市民革命と産業革命--二重革命の時代』（安川悦子と共訳）岩波書店、1968年
- C.H.フェインステーン編『社会主義・資本主義と経済成長--モーリス・ドッブ退官記念論文集』（訳者代表）筑摩書房、1969年
- バーク「フランス革命についての省察」（水田珠枝と共訳）、『世界の名著 バーク マルサス』中央公論社、1969年。責任編集
  - 新版『フランス革命についての省察 ほか』中央公論新社「中公クラシックス I・II」、2002-2003年。二巻目に処女作「自然社会の擁護」
- マルクス、エンゲルス『共産党宣言・共産主義の諸原理』講談社文庫、1972年。講談社学術文庫、2008年
- A.L.マクフィー『社会における個人』（船橋喜恵・天羽康夫と共訳）ミネルヴァ書房、1972年
- アダム・スミス『道徳感情論』筑摩書房、1973年
  - アダム・スミス『道徳感情論』上下、岩波文庫、2003年
- エンゲルス『空想から科学へ--社会主義の発展』講談社文庫、1974年
- アルフレート・ゾーン＝レーテル『精神労働と肉体労働--社会的総合の理論』（寺田光雄と共訳）合同出版、1975年
- フランコ・ヴェントゥーリ『啓蒙のユートピアと改革--1969年トレヴェリアン講義』（加藤喜代志と共訳）みすず書房、1981年
- E.J.ホブズボーム『素朴な反逆者たち--思想の社会史』（安川悦子・堀田誠三共訳）社会思想社、1989年
- ホント、イグナティエフ編著『富と徳--スコットランド啓蒙における経済学の形成』（杉山忠平と共監修）未來社、1990年
- 『アダム・スミス哲学論文集』（訳者代表、アダム・スミスの会監修）名古屋大学出版会、1993年
- J.S.ミル『代議制統治論』岩波文庫、1997年
- アダム・スミス『国富論』全4巻（監訳、杉山忠平訳）岩波文庫、2000-2001年
- 『アダム・スミス修辞学・文学講義』（松原慶子と共訳）名古屋大学出版会、2004年
- アダム・スミス『法学講義』岩波文庫、2005年
- トマス・ホッブズ『ホッブズの弁明／異端』未來社「転換期を読む」、2011年
- 『アダム・スミス 法学講義 1762～1763』（訳者代表、アダム・スミスの会監修）名古屋大学出版会、2012年

### 共著・編著
- 『社会科学はいかに学ぶべきか』（高島善哉、長洲一二と共著）春秋社、1952年
- 『近代社会観の解明--社会科学の成立』（共著）理論社、1952年
- 『社會思想史』（本田喜代治と共編）ミネルヴァ書房、1954年
- 『社会主義思想史』（水田珠枝と共著）東洋経済新報社、1958年／現代教養文庫、1971年
- 『社会思想史概論』（高島善哉、平田清明と共著）岩波書店、1962年
- 『社会思想史』（編者代表）有斐閣、1968年
- 『社会科学ドキュメンテーション : その情報特性と利用』（伊大知良太郎、藤川正信と共編）丸善、1968年
- 太田可夫『イギリス社会哲学の成立と展開』（水田洋編）、社会思想社、1971年
- 『イギリス革命--思想史的研究』（編著）御茶の水書房、1976年
- 玉野井芳郎と共編『経済思想史読本』東洋経済新報社、1978年
- 影山健・岡崎勝共編『反オリンピック宣言 ―その神話と犯罪性をつく』風媒社、1981年10月。
- Enlightenment and beyond : political economy comes to Japan, edited by Chūhei Sugiyama and Hiroshi Mizuta, University of Tokyo Press, 1988.
- 『社会思想史への招待』（安川悦子、安藤隆穂と共編）北樹出版、1991年
- Adam Smith : international perspectives, edited by Hiroshi Mizuta and Chuhei Sugiyama, London:Macmillan Press, New York:St. Martin's Press, 1993.
- 『アダム・スミスを語る』（杉山忠平と共編）ミネルヴァ書房、1993年
- 『ジェイムズ・ダンバー 道徳哲学講義ノート』（編著・解説）一橋大学社会科学古典資料センター、1996年
- An inquiry into the principles of political œconomy / by Sir James Steuart, edited by Andrew S. Skinner with Noboru Kobayashi and Hiroshi Mizuta, 4 vols., London:Pickering & Chatto, 1998.
- Western economics in Japan : the early years, edited and introduced by Hiroshi Mizuta, 8 vols., Bristol:Thoemmes, Tokyo:Kyokuto Shoten, 1999.
- William and Robert Chambers, Political economy, for use in schools, and for private instruction, edited and introduced by Hiroshi Mizuta, Bristol:Thoemmes Press, Tokyo:Kyokuto Shoten, 1999.
- Adam Smith's library. A catalogue, edited with an introduction and notes by Hiroshi Mizuta, Oxford:Clarendon Press, New York:Oxford University Press, 2000.
- Adam Smith : critical responses, edited by Hiroshi Mizuta, 6 vols., London, New York:Routledge, 2000.
- A critical bibliography of Adam Smith, general editor, Keith Tribe, advisory editor, Hiroshi Mizuta, London:Pickering & Chatto, 2002.
- 『水田洋 社会思想史と社会科学のあいだ』竹内真澄編、晃洋書房、2015年
- エリック・ホブズボーム『いかに世界を変革するか マルクスとマルクス主義の200年』監修、作品社、2017年